# Suapure
Suapure je rijeka u Venezueli. Pritoka je rijeke Orinoco.